# 대한데일리
대한데일리는 2019년 창간한 경제·금융 전문 온라인 미디어이다. 20여년간 언론에 몸 담아온 장승호 기자를 대표로 경제, 금융, 노후준비 전문 뉴스를 제공한다. '독자와 동행', '사실 확인'이라는 사시 아래 창간되었다.
부의 경제 정책, 금융시장 현황, 은행, 증권, 보험, 카드사 등 금융회사의 전략을 주요 기사로 내보내고 있다.
은퇴비즈니스 측면에서 정부와 지방자치단체의 고령층 대상 정책을 분석하는 기사와, 퇴직연금, 개인연금, 국민연금 등 다양한 연금 관련 분석 기사를 싣고 있다. 보건복지부, 국민연금공단, 서울시50플러스센터, 금융권 시니어 관련 부서, 한국노인인력개발원, 한국보건사회연구원, 민간 은퇴연구소 등을 취재처로 하고 있다.
기획 시리즈인 보험AZ, 시니어헬퍼, 그대만모르는, 라이프앤머니토크를 기획해 독자의 금융 및 재테크 궁금증 해소에 힘쓰고 있다.
시민기자단 운영을 통해 독자와 소통에도 신경 쓰고 있다. 일반인의 다양한 경험이 녹아 있는 기사를 송고하면서 경제·금융 이외의 읽을거리를 제공한다.